# La Cuadrilla (película)
La Cuadrilla (su título original en inglés es The Navigators) es una película británica de 2001 dirigida por Ken Loach con guion de Rob Dawber .
Cuenta la historia de las reacciones de cinco trabajadores ferroviarios de Sheffield ante la privatización de la organización de mantenimiento ferroviario para la que trabajan, y las consecuencias para ellos. La película se inspiró en el fracaso de las franquicias Connex South Central y Connex South Eastern: Connex finalmente fue despojada de ambas franquicias antes de que terminara el período de la franquicia debido a un servicio deficiente y una mala gestión financiera.
Rob Dawber recibió el premio BAFTA 2001 (póstumamente) por "Nuevo escritor" por la película.

## Trama
La película sigue a cinco trabajadores ferroviarios (John, Paul, Mick, Gerry y Len) en un depósito de Yorkshire afectado por la privatización de British Rail en 1995. Los hombres son informados por su supervisor de que ahora están trabajando para una empresa llamada East Midlands Infrastructure, y están compitiendo con compañías de vías rivales.
En un trabajo de mantenimiento, uno de los trabajadores es despedido porque su depósito ahora es propiedad de una empresa rival. Su partida deja al resto de la tripulación incapaz de terminar el trabajo. Los ferroviarios conocen a su nuevo director general, el Sr. Hemmings, viendo un vídeo sobre la "era del cambio" en la industria ferroviaria británica. Hemmings dice que la cultura también cambiará, y los días de un trabajo para toda la vida han terminado, aunque han surgido nuevas oportunidades para aquellos que están preparados para tomar la iniciativa. East Midlands Infrastructure pasa a llamarse Gilchrist Engineering.
Gerry discute con su jefe sobre los procedimientos que se imponen sin consultar. La gerencia hace una concesión que la tripulación señala que no es ninguna concesión en absoluto. El director gerente visita personalmente el depósito y exige que, dado que "se ha hecho borrón y cuenta nueva", no haya concesiones ni acuerdos que obliguen a retirar la supuesta concesión.
Para sorpresa de los ferroviarios, se les ordena destruir su viejo equipo con mazos, ya que ya no cumple con los estándares actuales. Son interrumpidos con la noticia de un descarrilamiento en Dore. Allí conocen a un antiguo colega, Len, que trabaja para una agencia y gana mucho más de lo que ganaba con la empresa.
Después de que su salario se reduce para pagar la manutención adicional de los hijos, Paul acepta tomar un despido voluntario y unirse a una agencia. John hace lo mismo. Mick y Gerry tratan de convencerlos de que no lo hagan, señalando que perderán cualquier seguridad laboral. Sin embargo, los pocos empleados restantes de Gilchrist pronto son notificados de que el depósito ya no es competitivo y se cerrará. Se les notifica su despido con doce semanas de antelación.
Mick visita una agencia de empleo y descubre que, mientras haya trabajo disponible, no recibirá prestaciones por enfermedad y deberá pagar su propio transporte, equipo y formación. Va a un trabajo, pero a la tripulación a la que se une le faltan cuatro hombres e incluye constructores sin experiencia ferroviaria. Mick discute con el supervisor y recibe un informe negativo que lo deja desempleado durante semanas. Finalmente se las arregla para conseguir otro encargo que lo lleva a un reencuentro con sus antiguos colegas. Su felicidad por volver a trabajar juntos se ve empañada por el paso de un tren que arroja desechos de inodoro sobre ellos.
A los hombres se les asigna un trabajo de vertido de una base de señales de cemento, pero están al lado de una pista activa sin miradores. Después del anochecer, Jim es atropellado por una locomotora y gravemente herido. Dado que se les podría prohibir trabajar por violar los procedimientos de seguridad, Mick y Paul llevan a Jim al costado de una carretera para que puedan afirmar que ha sido atropellado por un automóvil.
Jim muere a causa de sus heridas. Gerry es ahora el único de los cinco originales que queda en Gilchrist, y su trabajo terminará en unos días.

## Reparto
- Dean Andrews como John
- Thomas Craig como Mick
- Joe Duttine como Paul
- Steve Huison como Jim
- Venn Tracey como Gerry
- Andy Swallow como Len
- Sean Glenn como Harpic
- Charlie Brown como Jack
- Julieta Bates como Fiona
- John Aston como Bill Walters
- Graham Heptinstall como Owen
- Ángela Saville como Tracy
- Clare McSwain como Lisa
- Megan Topham como Chloe
- Abigail Pearson como Eva